# Digi Animal World
Digi Animal World este un post de televiziune care emite documentare despre viața animalelor, înființat pe 6 decembrie 2012. A fost creat ca principal competitor pentru Animal Planet, post ce a fost eliminat de Digi în anul 2012 și care nu o să mai revină vreodată. 
Canalul nu difuzează reclame, doar promo-uri. Postul a fost deținut de RCS & RDS. În octombrie 2012 compania a mai vrut încă un canal documentar, intitulat sugestiv „DIGI Animal World”. Canalul se axează pe documentare despre viața animalelor și cum se nasc, dar și o producție nouă care a apărut în toamna lui 2014: Digi Animal Club. Canalul a fost lansat pe TV sub numele actual pe 6 decembrie 2012, iar în Ungaria, pe 28 decembrie 2012.
Postul are două limbi (română-maghiară) feed. Au același audio și sunet dar cu subtitrare în limba română. Din 5 august 2022 fiind închis postul TV alături de Digi World, Digi Life și Digi Sport (Ungaria) în Ungaria iar limba audio maghiară al postului TV a fost înlocuită cu cea română 
Spre deosebire de Animal Planet este un adevărat stârv deoarece nu are documentare proprii…

## Documentare
- Animale la datorie
- Albinele, în slujba reginei
- Atracție fatală
- David Attenborough, ghid în Africa
- După lăsarea întunericului
- Doar niște pui!
- Din primele zile ale vieții
- Dragoste pentru cai
- Gardienii speranței
- Grădina zeilor
- Grizzly
- Creșă pentru ursuleții panda
- Cursuri în sălbăticie
- Cuba, insula sălbatică din Caraibe
- Cortina de fier, pe firul vieții
- Cesar și câinii
- Comoara din Alpi
- Cei mai mari mincinoși
- Cașaloți în Atlantic
- Migrații în pericol
- Elanul: Să facem cunoștință!
- Epopeea Pământului
- Experiment oceanic
- Epic Earth
- Insulele tropicale ale planetei
- În lumea nevertebratelor
- În sălbăticie cu Vincent Munier
- Înaripate în grija oamenilor
- Întâmplări africane
- Panda VIP
- Planeta Pământ
- Planeta Albastră
- Pământul - Vedere din spațiu
- Pădurea de fier
- Delicte și maimuțăreli
- Dinastii
- Dispariția lui Coadă Ruptă
- Petitor pentru natură
- Pe drumuri vechi și noi
- Pădurile vieneze
- Jungla urbană: Manaus
- Mamifere marine
- Mesagerul - giuvaier
- Metamorfoza
- Munții Tatra, un loc uitat de timp
- Născuți rebeli
- Tigrii casei
- Top 60 animale periculoase
- Tați, în sălbăticie
- Limbajul sălbăticiei
- Leii din apropiere
- Liliecii din Panama
- Lodging with Lions
- Oaza de smarald
- Oceanul contrastelor
- O lume ascunsă
- Sărutul morții
- Sălbăticia kenyană
- Surfingul și rechinii
- Stadionul verde
- Schladming, tărâmul caprelor negre
- Spioni în sălbăticie
- Un orfelinat în sălbăticie
- Uriașii lui Buddha
- Rechini vs Crocodili
- Rasa perfectă
- Războiul furnicilor
- Vânător în umbra nopții
- Valea fermecată
- Vulpea de foc
- Zambia neîmblânzită

## Emisiuni
- Digi Animal Club
- Ospățul zilnic
- 8 Things Animals Love
- Da și nu